# Myzostoma fimbriatum
Myzostoma fimbriatum is een ringworm uit de familie Myzostomatidae.
Myzostoma fimbriatum werd in 1884 voor het eerst wetenschappelijk beschreven door Graff.